# Ilsinho
Ilson Pereira Dias Júnior, detto Ilsinho (São Bernardo do Campo, 12 ottobre 1985), è un ex calciatore brasiliano, di ruolo difensore.

## Carriera
Inizia a giocare nelle file delle giovanili del Palmeiras ed esordisce in prima squadra nel 2006, a 19 anni.
Ha il passaporto italiano perché i suoi nonni erano originari dell'Abruzzo.
La sua prima stagione da titolare si rivela ottima e il giovane terzino destro diventa un idolo per la tifoseria Alviverde e sembra vicino al Villarreal. Dopo il fallimento della trattativa, Ilsinho viene cercato da Santos e Cruzeiro, ma è il San Paolo che lo preleva, approfittando del suo contratto in scadenza, per sostituire Cicinho, passato al Real Madrid.
Il 29 luglio 2007 passa per 10 milioni di euro allo Shakhtar Donetsk firmando un contratto fino al 29 luglio 2011. Durante la sua esperienza al club ucraino si distingue per il dribbling e la superba visione di gioco. Segna il suo primo gol con lo Shakhtar in Champions League contro il Barcellona. Il 9 maggio 2009, grazie a un suo gol contro la Dinamo Kiev, lo Shakhtar si qualifica per la finale di Coppa UEFA, poi vinta per la prima volta nella sua storia contro il Werder Brema.
Nell'agosto 2010 torna al San Paolo ancora una volta per sostituire Cicinho.
Nel settembre 2011 Ilsinho passa dal San Paolo all'Internacional di Porto Alegre.
Il 26 gennaio 2012 si trasferisce allo Shakhtar Donetsk, squadra in cui aveva giocato dal 2007 al 2010, firmando un contratto fino al 2015.
Il 25 febbraio 2016, dopo essersi svincolato dallo Shakhtar, decide di firmare per il Philadelphia Union, squadra che fa parte della MLS in America; l'annuncio è stato dato dal direttore sportivo del club nordamericano, Earnie Stewart.
Il 9 marzo 2022 annuncia il ritiro dal calcio giocato.

## Palmarès

### Club

#### Competizioni nazionali
- Campionato brasiliano: 1

San Paolo: 2006
- Campionato ucraino: 5

Šachtar: 2007-2008, 2009-2010, 2011-2012, 2012-2013, 2013-2014
- Coppa d'Ucraina: 3

Šachtar: 2007-2008, 2011-2012, 2012-2013
- Supercoppa d'Ucraina: 4

Šachtar: 2008, 2012, 2013, 2014
- MLS Supporters' Shield: 1

Philadelphia Union: 2020

#### Competizioni internazionali
- Coppa UEFA: 1

Šachtar: 2008-2009

### Nazionale
- Bronzo olimpico: 1

Pechino 2008

## Statistiche

### Cronologia presenze e reti in Nazionale
| Cronologia completa delle presenze e delle reti in nazionale ― Brasile | Cronologia completa delle presenze e delle reti in nazionale ― Brasile | Cronologia completa delle presenze e delle reti in nazionale ― Brasile | Cronologia completa delle presenze e delle reti in nazionale ― Brasile | Cronologia completa delle presenze e delle reti in nazionale ― Brasile | Cronologia completa delle presenze e delle reti in nazionale ― Brasile | Cronologia completa delle presenze e delle reti in nazionale ― Brasile | Cronologia completa delle presenze e delle reti in nazionale ― Brasile |
| Data                                                                   | Città                                                                  | In casa                                                                | Risultato                                                              | Ospiti                                                                 | Competizione                                                           | Reti                                                                   | Note                                                                   |
| ---------------------------------------------------------------------- | ---------------------------------------------------------------------- | ---------------------------------------------------------------------- | ---------------------------------------------------------------------- | ---------------------------------------------------------------------- | ---------------------------------------------------------------------- | ---------------------------------------------------------------------- | ---------------------------------------------------------------------- |
| 27-3-2007                                                              | Stoccolma                                                              | Brasile                                                                | 1 – 0                                                                  | Ghana                                                                  | Amichevole                                                             | -                                                                      | 60’                                                                    |
| Totale                                                                 |                                                                        | Presenze                                                               | 1                                                                      |                                                                        | Reti                                                                   | 0                                                                      |                                                                        |